# 1180 en santé et médecine
| Années de la santé et de la médecine : 1177 - 1178 - 1179 - 1180 - 1181 - 1182 - 1183    |
| Décennies de la santé et de la médecine : 1150 - 1160 - 1170 - 1180 - 1190 - 1200 - 1210 |

Cet article présente les faits marquants de l'année 1180 en santé et médecine.

## Événement
- Le roi de France Louis VII meurt d'un second ictus, le premier, avec hémiplégie droite, l'ayant frappé l'année précédente 1179[1].

## Fondations
- Une maladrerie est mentionnée à Avranches dans les rôles de l'Échiquier de Normandie[2].
- Une maladrerie est attestée à Carsix au diocèse de Lisieux, aujourd'hui d’Évreux, en Normandie[2].
- Fondation d'une léproserie à Montfort, en Normandie, par les seigneurs du lieu[2].
- Entre 1170 et 1180 : la léproserie Saint-Nicolas, dont les revenus serviront à fonder l'hospice général d'Évreux, en Normandie, est mentionnée dans l'acte d'une donation faite entre les mains de Gilles du Perche, évêque d'Évreux[2].
- 1180-1182 : fondation d'un hôpital au Mans, chef-lieu de la sénéchaussée du Maine, par le roi Henri II[3].

## Personnalités
- Fl. Martin, médecin à Mâcon[4].
- Fl. Odardus, médecin, inscrit sur le rôle de l'Échiquier de Normandie[4].

## Naissances
- Li Dongyuan (mort en 1251), médecin chinois, auteur, en 1249, d'un « Traité de la rate et de l'estomac[5] » (Pi Wei Lun).
- Vers 1180[6] : Gilbert de Aquila (en) (mort vers 1250[6]), médecin anglais, auteur d'un Compendium medicinae (« Abrégé de médecine ») très probablement rédigé entre 1230 et 1250[7].